# You'll Always Find Your Way Back Home
You'll Always Find Your Way Back Home este un single extras de pe albumul "Hannah Montana: The Movie", cântat de Hannah Montana, alter-ego ul lui Miley Cyrus. Este compus de Taylor Swift. S-a clasat pe poziția 81 în Billboard Hot 100 și pe locul 14 în clasamentul "Billboard Soundtrack Singles".

## Vidoeclip
Pe YouTube și pe Disney Channel este difuzat un vidoeclip care prezintă scene din film. Un altul, difuzat de WaltDisneyPicturesIT, conține interpretarea Hannei din ultima parte a filmului. De asemenea, pe DVD-urile speciale 'Hanna Montana' este prezentat videoclipul din cadrul "Miley'Sessions".

## În film
Este ultimul număr muzical din film, prezentat chiar înainte de generic. Este unul dintre cele patru cântece ale Hannei interpretate pe scenă. Este ultima piesă din concertul de caritate al Hannei "Save Crowley Meadows!".

## Premii
Cântecul a fost, alături de alte 4 cântece din Hannah Montana: Filmul, candidat la o nominalizare la Oscar 2010, la categoria "Best Original Song".